# Bernouville
Bernouville és un municipi francès situat al departament de l'Eure i a la regió de Normandia. L'any 2007 tenia 328 habitants.

## Demografia

### Població
El 2007 la població de fet de Bernouville era de 328 persones. Hi havia 108 famílies, de les quals 16 eren unipersonals (4 homes vivint sols i 12 dones vivint soles), 36 parelles sense fills, 48 parelles amb fills i 8 famílies monoparentals amb fills.
La població ha evolucionat segons el següent gràfic:
Habitants censats

### Habitatges
El 2007 hi havia 128 habitatges, 112 eren l'habitatge principal de la família, 10 eren segones residències i 6 estaven desocupats. 127 eren cases i 1 era un apartament. Dels 112 habitatges principals, 105 estaven ocupats pels seus propietaris, 3 estaven llogats i ocupats pels llogaters i 4 estaven cedits a títol gratuït; 3 tenien dues cambres, 17 en tenien tres, 32 en tenien quatre i 59 en tenien cinc o més. 77 habitatges disposaven pel capbaix d'una plaça de pàrquing. A 35 habitatges hi havia un automòbil i a 67 n'hi havia dos o més.

### Piràmide de població
La piràmide de població per edats i sexe el 2009 era:
| Homes | Edats   | Dones |
| ----- | ------- | ----- |
| 0     | 95 o +  | 4     |
| 0     | 90 a 94 | 0     |
| 0     | 85 a 89 | 0     |
| 0     | 80 a 84 | 0     |
| 0     | 75 a 79 | 4     |
| 8     | 70 a 74 | 4     |
| 4     | 65 a 69 | 0     |
| 8     | 60 a 64 | 16    |
| 8     | 55 a 59 | 8     |
| 12    | 50 a 54 | 12    |
| 12    | 45 a 49 | 16    |
| 12    | 40 a 44 | 4     |
| 20    | 35 a 39 | 16    |
| 20    | 30 a 34 | 20    |
| 0     | 25 a 29 | 4     |
| 16    | 20 a 24 | 4     |
| 12    | 15 a 19 | 8     |
| 12    | 10 a 14 | 12    |
| 20    | 5 a 9   | 32    |
| 28    | 0 a 4   | 4     |

## Economia
El 2007 la població en edat de treballar era de 222 persones, 153 eren actives i 69 eren inactives. De les 153 persones actives 140 estaven ocupades (80 homes i 60 dones) i 12 estaven aturades (7 homes i 5 dones). De les 69 persones inactives 25 estaven jubilades, 24 estaven estudiant i 20 estaven classificades com a «altres inactius».

### Ingressos
El 2009 a Bernouville hi havia 111 unitats fiscals que integraven 315 persones, la mediana anual d'ingressos fiscals per persona era de 19.155 €.

### Activitats econòmiques
Dels 15 establiments que hi havia el 2007, 3 eren d'empreses de fabricació d'altres productes industrials, 3 d'empreses de construcció, 3 d'empreses de comerç i reparació d'automòbils, 1 d'una empresa d'hostatgeria i restauració, 1 d'una empresa d'informació i comunicació, 1 d'una empresa financera i 3 d'empreses de serveis.
Dels 4 establiments de servei als particulars que hi havia el 2009, 1 era un taller de reparació d'automòbils i de material agrícola, 2 lampisteries i 1 electricista.

## Equipaments sanitaris i escolars
El 2009 hi havia una escola elemental integrada dins d'un grup escolar amb les comunes properes formant una escola dispersa.

## Poblacions més properes
El següent diagrama mostra les poblacions més properes.